# Batalla de Kittanning
L'Expedició Kittanning, també coneguda com l'Expedició d'Armstrong o  Batalla de Kittanning , va ser un assalt durant la Guerra Franco-índia que va portar a la destrucció del poblat amerindi de Kittanning, que havia estat el punt de partida de diversos atacs dels indis Delaware i shawnee contra els colons europeus a Pennsilvània. L'atac, liderat pel tinent coronel John Armstrong, va ser l'únic dut a terme per colons de Pennsilvània durant la guerra.

## Rerefons
El conflicte, conegut com la Guerra dels Set Anys, havia començat a Pennsilvània per lluitar pel control de l'Ohio Country. Amb les derrotes de George Washington a Fort Necessity el 1754 i la d'Edward Braddock el 1755, els colons de Pennsilvània es van trobar indefensos davant l'enemic.
Els indis que havien derrotat Braddcok a la Monongahela provenien de la regió dels Grans Llacs d'Amèrica del Nord i eren aliats de França, mentre que les tribus locals, majoritàriament delaware i shawnee que s'havien instal·lat a la zona després de l'arribada dels colons blancs, es mantenien neutrals en el conflicte, esperant a veure qui anava guanyant la guerra, ja que no volien arriscar-se a aliar-se amb el perdedor. Després de la derrota de Braddock, els francesos van aconseguir que els delaware i els shawnee es decantessin contra els anglesos, que els havien tret les terres de la costa est.
Des d'octubre de 1755, nombroses partides d'indígenes, de vegades amb ajuda francesa, van atacar els assentaments de Pennsilvània. Els guerrers nadius generalment no feien distinció entre combatents i civils, atacant a dones i nens i prenent nombrosos presoners. Encara que els europeus també lluitaven amb crueltat, trobaven als indis brutals i aterridors.
Entre els atacants indis van destacar els líders delaware Shing i el capità Jacobs, que vivien a Kittaning. El govern colonial de Pennsilvània i Virgínia van oferir diners pels seus caps. Després de la destrucció del Fort Granville el 2 d'agost de 1756 a mans d'una partida franco-indígena liderada pel capità Jacobs, el governador de Pennsilvània va ordenar a la milícia destruir Kittaning i rescatar els presoners.

## Batalla
El tinent coronel John Armstrong, que havia perdut un germà a la batalla de Fort Granville, va liderar 300 homes en el llarg camí cap al poblat, llançant un atac sorpresa el 8 d'agost de 1756. Molts habitants de Kittaning van fugir, però el capità Jacobs va dirigir la defensa refugiant-amb la seva dona i fills a casa seva. Quan es va negar a rendir-se, els atacants van calar foc a la casa, fent explotar un munt de pólvora que hi havia emmagatzemada. Tots els habitants de la casa van morir. Després de sis hores de combat, el poble estava destruït i els de Pennsilvània es van retirar.
Els colons, que havien titllat de «massacres» accions menys dures dutes a terme pels indis, van proclamar Amstrong com l'Heroi de Kittaning , tot i que els atacants van patir més baixes que les que van causar i la majoria dels indis van poder escapar emportant-se els presoners. A més, aquest atac va provocar la ira dels indis, que van augmentar la freqüència dels assalts.
De tota manera, els indis havien descobert que eren vulnerables, de manera que aviat, el germà de Shing va arribar amb una proposició de pau que es va realitzar mitjançant el Tractat de Easton, que va permetre l'atac de John Forbes a Fort Duquesne.